# Бобровский, Виктор Петрович
Ви́ктор Петро́вич Бобро́вский (24 июля (6 августа) 1906 года, Симферополь — 24 мая 1979, Москва) — советский музыковед, музыкальный педагог. Доктор искусствоведения, доцент, старший научный сотрудник. Один из основателей функциональной школы в современном музыкознании, создатель функциональной теории музыкальной формы, переменности её функций (композиционное отклонение, модуляция, эллипсис), позволившей объяснить многие нетиповые формы в музыке эпохи романтизма и XX века.

## Биография
Виктор Петрович Бобровский родился в Симферополе 24 июля (6 августа) 1906 года. Первоначальное музыкальное образование получил в Симферопольском музыкальном училище. Во время обучения в училище в течение года также учился на математическом факультете Симферопольского университета. В 1925—1930 годах обучался в Московской консерватории по классу фортепиано у Фёдора Кёнемана. В это же время посещал занятия Музыкально-научно-исследовательского отделения Московской консерватории (МУНАИС), где преподавали Георгий Конюс, Михаил Гнесин, Александр Кастальский, Николай Гарбузов, Константин Кузнецов, Надежда Брюсова и другие.
В 1931—1942 годах преподавал игру на фортепиано и теоретические предметы в Воронежском музыкальном училище. В 1935—1936 годах был председателем правления Воронежского отделения Союза композиторов СССР. В 1936—1941 годах учился на теоретическом отделении Центрального заочного музыкально-педагогического института в классе Виктора Цуккермана в Москве. С началом Великой Отечественной войны в 1941 году прервал обучение. С августа 1942 года по январь 1943 года находился в оккупации. В 1943—1945 годах служил рядовым на 3-м Украинском фронте — работал организатором красноармейской самодеятельности, не принимал участия в военных действиях. По окончании войны в 1946—1949 годах продолжил работу в Воронежском музыкальном училище.
В 1949 вернулся в Москву и до 1952 года преподавал в детской музыкальной школе. В 1953 году защитил кандидатскую диссертацию «Сонатная форма в русской классической программной музыке» в Московской консерватории.
В 1949 году по рекомендации Виктора Цуккермана начал работать в Московской консерватории. Здесь он вёл музыкально-теоретические предметы и спецкурс анализа музыкальных произведений, руководил дипломным и диссертационными исследованиями, писал критические статьи и научные труды. В 1954—1963 и в 1972—1978 годах также преподавал в ГМПИ им. Гнесиных, где вёл совместно с другими педагогами спецкурс анализа музыкальных произведений и индивидуальный класс, читал факультативный курс лекций по функциональному анализу. Среди его учеников: музыковеды Вера Валькова, Татьяна Диденко, Юрий Паисов, Марина Рахманова, Валентина Рубцова, Михаил Сапонов, Евгения Скурко, Александр Соколов, Эльмира Федосова, Изольда Цахер, композиторы Юрий Буцко, Юрий Воронцов, пианистка Ирина Дубинина и другие.
В 1970 году параллельно с преподавательской работой начал работать во ВНИИ искусствознания, где до 1979 года был старшим научным сотрудником сектора истории музыки народов СССР. В 1970 же году в связи с вышедшим запретом на работу по совместительству был отстранен от преподавательской деятельности в Московской консерватории в середине семестра. По просьбе студентов, аспирантов и других преподавателей дочитывал свой экспериментальный курс в музее-квартире Гольденвейзера.
Умер 24 мая 1979 года в Москве, похоронен на Новодевичьем кладбище.

## Семья
- Отец — Пётр Семёнович Бобровский (1880—1947), министр труда Второго Крымского краевого правительства.
- Мать — Ева Самойловна Бобровская (в девичестве Фригоф; 1885—1956).
- Отчим — Владимир Афанасьевич Обручев (1863—1956), геолог, географ, путешественник, писатель и популяризатор науки. Академик Академии наук СССР (1929), Герой Социалистического Труда (1945), лауреат двух Сталинских премий первой степени (1941, 1950).
- Первая жена — Бобровская Мария Никодимовна (1911—1981).
  - Дочь — Людмила Викторовна Бобровская (род. 1940), пианистка, музыковед, педагог.
  - Сын — Александр Викторович Бобровский (1942—2021), альтист, заслуженный артист Российской Федерации.
- Вторая жена — Евгения Ивановна Чигарёва (род. 1939), музыковед, музыкальный педагог, доктор искусствоведения[4].